# Patinação de velocidade nos Jogos Olímpicos de Inverno de 2022 - Perseguição por equipes feminino

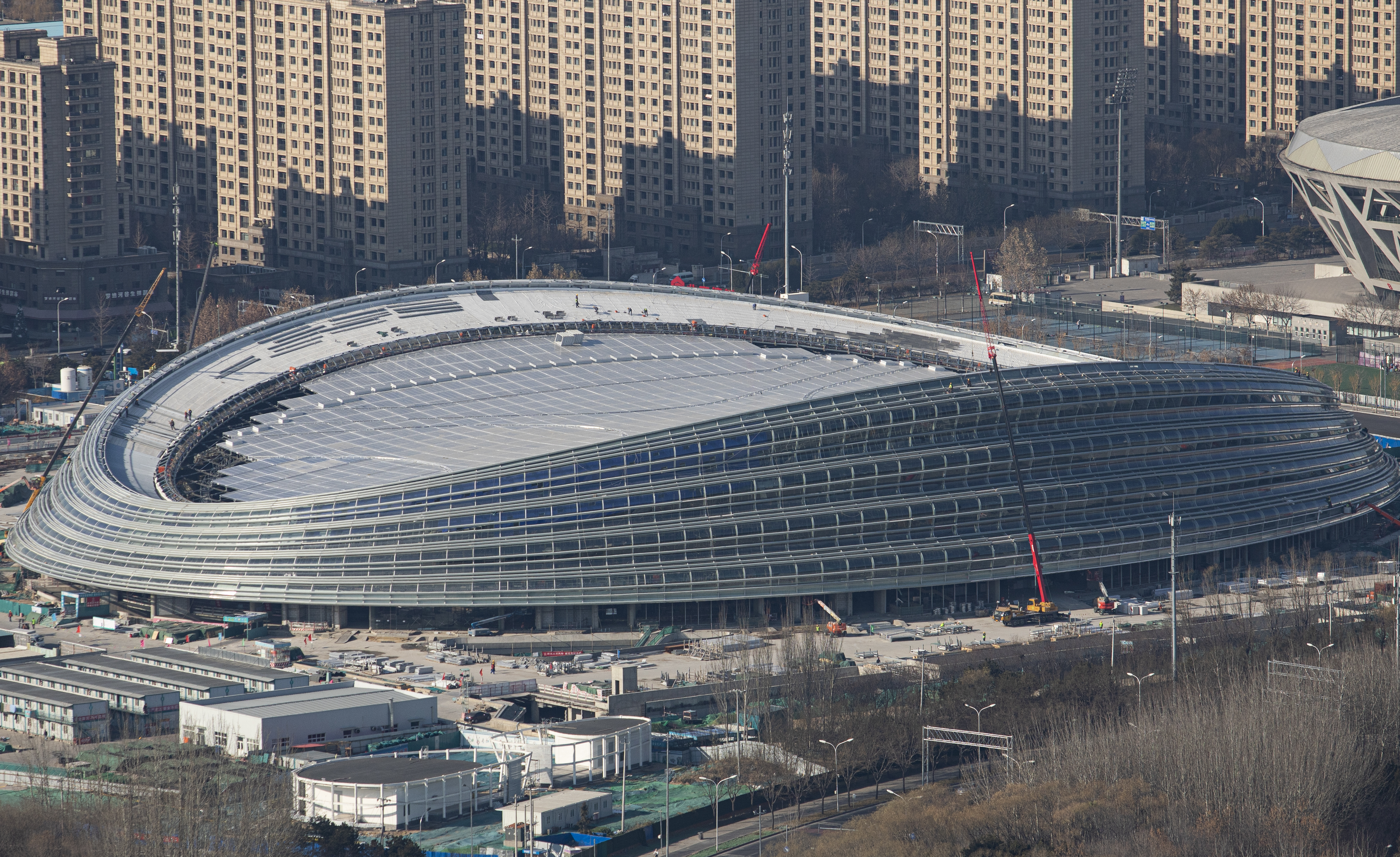
Oval Nacional de Patinação de Velocidade, local de disputa da prova.

A prova de perseguição por equipes feminino da patinação de velocidade nos Jogos Olímpicos de Inverno de 2022 foi disputada no Oval Nacional de Patinação de Velocidade, em Pequim, em 12 e 15 de fevereiro.

## Medalhistas
|  | CAN Canadá                                        |  | JPN Japão                          |  | NED Países Baixos                                               |
|  | Ivanie Blondin Valérie Maltais Isabelle Weidemann |  | Ayano Sato Miho Takagi Nana Takagi |  | Antoinette de Jong Marijke Groenewoud Irene Schouten Ireen Wüst |

## Recordes
Antes desta competição, os recordes mundiais e olímpicos da prova eram os seguintes:
| Tipo | Atleta                                         | Tempo       | Local          | Data                    |
| ---- | ---------------------------------------------- | ----------- | -------------- | ----------------------- |
|      | Japão · Nana Takagi · Ayano Sato · Miho Takagi | 2:50.76 min | Salt Lake City | 14 de fevereiro de 2020 |
|      | Japão · Miho Takagi · Ayano Sato · Nana Takagi | 2:53.89 min | Gangneung      | 19 de fevereiro de 2018 |

## Resultados

### Quartas de final
As quartas de final aconteceram no dia 12 de fevereiro às 16:00.
| Pos. | Bateria | Largada | País                                                                  | Tempo   | Diferença | Notas         |
| ---- | ------- | ------- | --------------------------------------------------------------------- | ------- | --------- | ------------- |
| 1    | 1       | C       | JPN Japão Ayano Sato Miho Takagi Nana Takagi                          | 2:53.61 |           | , Semifinal 1 |
| 2    | 3       | F       | CAN Canadá Ivanie Blondin Valérie Maltais Isabelle Weidemann          | 2:53.97 | +0.36     | Semifinal 2   |
| 3    | 2       | F       | NED Países Baixos Antoinette de Jong Irene Schouten Ireen Wüst        | 2:57.26 | +3.65     | Semifinal 2   |
| 4    | 4       | F       | ROC Elizaveta Golubeva Evgeniia Lalenkova Natalya Voronina            | 2:57.66 | +4.05     | Semifinal 1   |
| 5    | 1       | F       | CHN China Ahenaer Adake Han Mei Li Qishi                              | 3:00.58 | +6.97     | Final C       |
| 6    | 2       | C       | NOR Noruega Marit Fjellanger Bøhm Sofie Karoline Haugen Ragne Wiklund | 3:01.84 | +8.23     | Final C       |
| 7    | 4       | C       | POL Polônia Karolina Bosiek Natalia Czerwonka Magdalena Czyszczoń     | 3:01.92 | +8.31     | Final D       |
| 8    | 3       | C       | BLR Bielorrússia Ekaterina Sloeva Yauheniya Varabyova Maryna Zuyeva   | 3:02.00 | +8.39     | Final D       |

### Semifinais
| Pos.        | Largada | País                                                           | Tempo   | Diferença | Notas   |
| ----------- | ------- | -------------------------------------------------------------- | ------- | --------- | ------- |
| Semifinal 1 |         |                                                                |         |           |         |
| 1           | F       | JPN Japão Ayano Sato Miho Takagi Nana Takagi                   | 2:58.93 | –         | Final A |
| 2           | C       | ROC Elizaveta Golubeva Evgeniia Lalenkova Natalya Voronina     | 3:05.92 | +6.99     | Final B |
| Semifinal 2 |         |                                                                |         |           |         |
| 1           | F       | CAN Canadá Ivanie Blondin Valérie Maltais Isabelle Weidemann   | 2:54.97 | –         | Final A |
| 2           | C       | NED Países Baixos Antoinette de Jong Irene Schouten Ireen Wüst | 2:55.93 | +0.96     | Final B |

### Finais
| Pos.    | Largada | País                                                                  | Tempo   | Diferença | Notas            |
| ------- | ------- | --------------------------------------------------------------------- | ------- | --------- | ---------------- |
| Final A |         |                                                                       |         |           |                  |
| 01 !    |         | CAN Canadá Ivanie Blondin Valérie Maltais Isabelle Weidemann          | 2:53.44 | –         | Recorde olímpico |
| 02 !    |         | JPN Japão Ayano Sato Miho Takagi Nana Takagi                          | 3:04.47 | +11.03    |                  |
| Final B |         |                                                                       |         |           |                  |
| 03 !    | F       | NED Países Baixos Marijke Groenewoud Irene Schouten Ireen Wüst        | 2:56.86 | –         |                  |
| 4       | C       | ROC Elizaveta Golubeva Evgeniia Lalenkova Natalya Voronina            | 2:58.66 | +1.80     |                  |
| Final C |         |                                                                       |         |           |                  |
| 5       | C       | CHN China Ahenaer Adake Han Mei Li Qishi                              | 2:58.33 | –         |                  |
| 6       | F       | NOR Noruega Marit Fjellanger Bøhm Sofie Karoline Haugen Ragne Wiklund | 3:02.15 | +3.82     |                  |
| Final D |         |                                                                       |         |           |                  |
| 7       | C       | BLR Bielorrússia Ekaterina Sloeva Yauheniya Varabyova Maryna Zuyeva   | 3:01.19 | –         |                  |
| 8       | F       | POL Polônia Karolina Bosiek Natalia Czerwonka Magdalena Czyszczoń     | 3:03.19 | +2.01     |                  |

Legenda
| Recorde mundial      | Recorde mundial (World record)               |                       | Recorde africano                      | Recorde africano (African) |                                           | Q | Classificado por posição (Qualified) |
| Recorde olímpico     | Recorde olímpico (Olympic record)            | Recorde da América    | Recorde da América (Americas)         | q                          | Classificado por melhor tempo (Qualified) |   |                                      |
| Melhor marca do ano  | Melhor marca do ano (World leading)          | Recorde asiático      | Recorde asiático (Asian)              | DNS                        | Não largou (Did not start)                |   |                                      |
| Recorde nacional     | Recorde nacional (National record)           | Recorde europeu       | Recorde europeu (European)            | DNF                        | Não terminou (Did not finish)             |   |                                      |
| Recorde pessoal      | Recorde pessoal do atleta (Personal best)    | Recorde da Oceania    | Recorde da Oceania (Oceania)          | DSQ / DQ                   | Desclassificado (Disqualified)            |   |                                      |
| Recorde da temporada | Recorde da temporada do atleta (Season best) | Recorde sul-americano | Recorde sul-americano (South America) | NM                         | Sem marca (No mark)                       |   |                                      |

### Patinação de velocidade
| Recorde de pista | Recorde da pista (Track record)               |  |  |
| QA               | Classificado para a final A                   |  |  |
| QB               | Classificado para a final B                   |  |  |
| ADV              | Classificado após decisão arbitral (Advanced) |  |  |
| PEN              | Pênalti                                       |  |  |
| YC               | Cartão amarelo (Yellow Card)                  |  |  |